# MRT 1
MRT 1 est une chaîne de télévision publique macédonienne appartenant au groupe Makedonska Radio Televizija (MRT). 
Adoptant un format généraliste, elle est diffusée sur l’ensemble du territoire national par voie hertzienne et par câble dans plusieurs grandes villes. Elle est également reprise dans le cadre du bouquet satellitaire Total TV, disponible sur abonnement dans les Balkans. 
Une déclinaison internationale de la chaîne, MRT Sat, est diffusée en clair par plusieurs satellites et peut ainsi être reçue dans de nombreux pays du monde.

## Histoire
La télévision macédonienne voit le jour le 14 décembre 1964 dans le cadre de la régionalisation de la télévision nationale yougoslave (Jugoslavija Radio Televizija). Baptisée initialement TV Skopje, du nom de la capitale de la république socialiste de Macédoine, elle est désignée sous l’acronyme TVS 1 (TV Skopje 1) lors du lancement de la deuxième chaîne en 1978. 
En 1991, au moment de l’indépendance du pays, la chaîne se sépare de la télévision yougoslave et est rebaptisée MTV 1 (Makedonska televizija 1). Elle intègre l’Union européenne de radio-télévision en juillet 1993. En l’an 2000, le gouvernement macédonien décide de la création d’une déclinaison internationale de la chaîne afin de servir de lien avec les membres de la diaspora et plus généralement, de servir de vitrine du pays auprès de tous ceux qui s’intéressent à ce pays balkanique. 

## Programmes
L’antenne de MRT 1 est ouverte aux productions nationales et internationales. Parmi les productions issues du service public macédonien figurent notamment de nombreux documentaires ainsi que des émissions de plateaux (variétés, jeux). La chaîne produit trois grandes éditions du journal télévisé (dnevnik) à 17 heures, 19 heures 30 et 23 heures, ainsi que des flashs infos (vesti) à 10 heures, 13 heures, 15 heures et 22 heures et une émission matinale diffusée à partir de 6 heures 30 (Makedonska na utro ; en français, « Macédoine-Matin »). 
La grille des programmes comprend également des séries à succès, européennes ou américaines, parmi lesquelles Fringe, Les Experts, The Big Bang Theory ou encore Mentalist. La première partie de soirée commence à 20 heures 15, après la fin du grand journal du soir, de la chronique sportive et de la météo. Il se divise en jeux, magazines, films ou événements sportifs.